# 第20回日本アカデミー賞
第20回日本アカデミー賞は1997年（平成9年）3月29日に行われた日本アカデミー賞の発表・授賞式。
東京国際フォーラムで開催され、司会は西田敏行といしだあゆみが務めた。

## 最優秀作品賞
- Shall we ダンス?

### 優秀作品賞
- 学校II
- スーパーの女
- スワロウテイル
- わが心の銀河鉄道 宮沢賢治物語

## 最優秀監督賞
- 周防正行（Shall we ダンス?）

### 優秀監督賞
- 伊丹十三（スーパーの女）
- 大森一樹（わが心の銀河鉄道 宮沢賢治物語）
- 小栗康平（眠る男）
- 山田洋次（学校II）

## 最優秀脚本賞
- 周防正行（Shall we ダンス?）

### 優秀脚本賞
- 伊丹十三（スーパーの女）
- 那須真知子（わが心の銀河鉄道 宮沢賢治物語）
- 森田芳光（(ハル)）
- 山田洋次・朝間義隆（学校II）

## 最優秀主演男優賞
- 役所広司（Shall we ダンス?）

### 優秀主演男優賞
- 緒形直人（わが心の銀河鉄道 宮沢賢治物語）
- 豊川悦司（八つ墓村）
- 西田敏行（学校II）
- 橋爪功（お日柄もよくご愁傷さま）

## 最優秀主演女優賞
- 草刈民代（Shall we ダンス?）

### 優秀主演女優賞
- いしだあゆみ（学校II）
- Chara（スワロウテイル）
- 深津絵里（(ハル)）
- 宮本信子（スーパーの女）

## 最優秀助演男優賞
- 竹中直人（Shall we ダンス?）

### 優秀助演男優賞
- 神戸浩（学校II）
- 永瀬正敏（学校II）
- 吉岡秀隆（学校II）
- 渡哲也（わが心の銀河鉄道 宮沢賢治物語）

## 最優秀助演女優賞
- 渡辺えり子（Shall we ダンス?）

### 優秀助演女優賞
- 伊藤歩（スワロウテイル）
- 草村礼子（Shall we ダンス?）
- 星由里子（わが心の銀河鉄道 宮沢賢治物語）
- 水野真紀（わが心の銀河鉄道 宮沢賢治物語）

## 最優秀音楽賞
- 周防義和（Shall we ダンス?）

### 優秀音楽賞
- 千住明（わが心の銀河鉄道 宮沢賢治物語）
- 谷川賢作（八つ墓村）
- 久石譲（Kids Return）
- 本多俊之（スーパーの女）

## 最優秀撮影賞
- 栢野直樹（Shall we ダンス?）

### 優秀撮影賞
- 五十畑幸勇（八つ墓村）
- 木村大作（わが心の銀河鉄道 宮沢賢治物語）
- 篠田昇（スワロウテイル）
- 長沼六男（学校II）

## 最優秀照明賞
- 長田達也（Shall we ダンス?）

### 優秀照明賞
- 下村一夫（八つ墓村）
- 安藤清人（わが心の銀河鉄道 宮沢賢治物語）
- 中村裕樹（スワロウテイル）
- 熊谷秀夫（学校II）

## 最優秀美術賞
- 部谷京子（Shall we ダンス?）

### 優秀美術賞
- 櫻木晶（八つ墓村）
- 種田陽平（スワロウテイル）
- 松宮敏之（わが心の銀河鉄道 宮沢賢治物語）
- 横尾嘉良（眠る男）

## 最優秀録音賞
- 米山靖（Shall we ダンス?）

### 優秀録音賞
- 斉藤禎一・大橋鉄矢（八つ墓村）
- 鈴木功・松本隆司（学校II）
- 滝澤修（スワロウテイル）
- 堀池美夫（わが心の銀河鉄道 宮沢賢治物語）

## 最優秀編集賞
- 菊池純一（Shall we ダンス?）

### 優秀編集賞
- 荒木建夫（わが心の銀河鉄道 宮沢賢治物語）
- 石井巌（学校II）
- 長田千鶴子（八つ墓村）
- 鈴木晄（スーパーの女）

## 最優秀外国作品賞
- イル・ポスティーノ

### 優秀外国作品賞
- インデペンデンス・デイ
- セブン
- 12モンキーズ
- ミッション・インポッシブル

## 新人俳優賞
- 安藤政信（Kids Return）
- 内野聖陽（(ハル)）
- 金子賢（Kids Return）
- 鳥羽潤（ぼくは勉強ができない）
- 天海祐希（クリスマス黙示録）
- 伊藤歩（スワロウテイル）
- 草刈民代（Shall we ダンス?）
- 水野真紀（わが心の銀河鉄道 宮沢賢治物語）

## 話題賞

### 作品部門
- スワロウテイル

### 俳優部門
- 浅野忠信（ACRI、Focus、FRIED DRAGON FISH THOMAS EARWING'S AROWANA、PICNIC）

## 協会栄誉賞
- 渥美清

## 会長特別賞
- 小林正樹
- 佐藤正之
- 沢村貞子
- 藤子・F・不二雄
- フランキー堺

## 協会特別賞
- 群馬県人口200万人記念映画 ｢眠る男｣製作委員会